# Cephonodes titan
Cephonodes titan es una polilla de la familia Sphingidae. Se sabe que vuela en Ambon. (Indonesia).
Es la especie más grande del género Cephonodes. La parte superior de la cabeza, tórax, abdomen y bases de ala son negros. El lado inferior del tórax es naranja, mientras la base inferior de las bases de sus alas y el abdomen son negros. El penacho anal es marrón-naranja.